# Ибрагим-бек Азер
Ибрагим-бек Азер (азерб. İbrahim bəy Azər; 1836—1885) — азербайджанский поэт. Писал под псевдонимом Азəр. 

## Биография
Ибрагим бек Алибек оглы Азəр (Фуладов) родился в 1836 году в Шуше. Старший брат Абдулла-бека Аси, внук поэта Касым бека Закира.
Ибрагим-бек вырос и воспитывался под покровительством Карабахского хана Мехтигулу Хана. Начальное образование получил у местного муллы, затем продолжил учебу в медресе. Прекрасно владел персидским и русским языками. Служебную карьеру начал в медресе, затем дослужился до служащего канцелярии II категории, работал полицейским приставом, получил чин губернского секретаря .
Был членом организованного Мир Мохсуном Наввабом кружка «Меджлиси-фарамушан» («Общество забытых»).
Умер поэт в 1885 году.

## Творчество
Ибрагим бек Азəр писал стихи в классическом стиле (стихотворный размер аруз) на азербайджанском и персидском языках. Большая часть его работ не сохранилась. Впервые несколько его газелей были опубликованы в сборниках  Ф. Кочарли «Азербайджанская литература» (1981) и «Поэтические собрания» (1987).